# Hyperodapedon
Hyperodapedon é um gênero de Rincossauro (Um Arcossauro Réptil com bico) que viveram a partir do período Triássico. Scaphonyx (Jango Fischer), que se acreditava ser um dinossauro, agora é conhecido como Hyperodapedon, tornando o nome Scaphonyx um sinônimo. O nome Paradapedon foi criado para a espécie indiana H. huxleyi (Lydekker, 1881). Benton, 1983, concluiu que este Rincossauro poderia ser considerado uma espécie de Hyperodapedon.
Hyperodapedon é conhecido por diversas espécies e tem sido encontrada em muitas áreas do mundo, devido ao fato dos continentes estarem unidos no supercontinente Pangaea, durante o Triássico. Fósseis de diversas espécies foram identificadas na [
América do Sul, Rússia, Europa e Índia. Foi perseguido por muitos predadores como Saurosuchus e Prestosuchus.

## Descrição

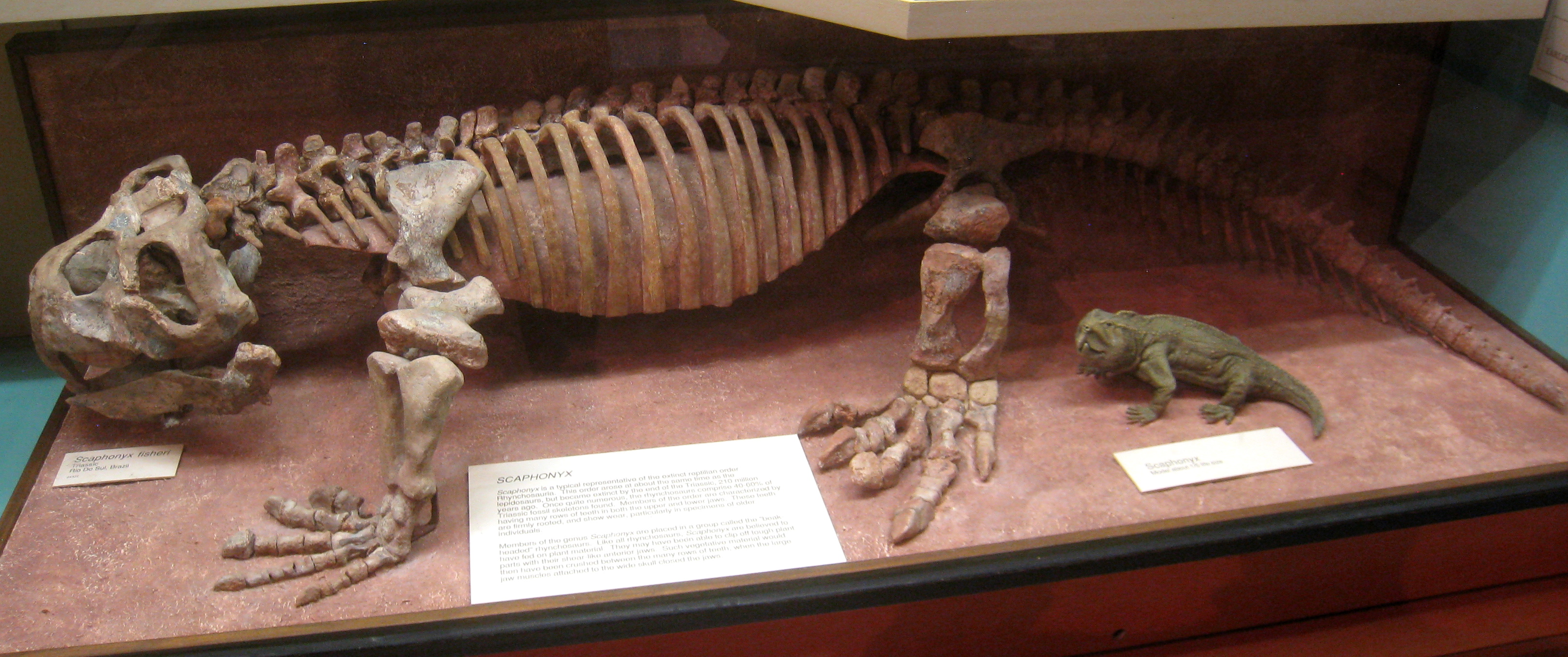
Hyperodapedon fischeri (Jango Fischer)

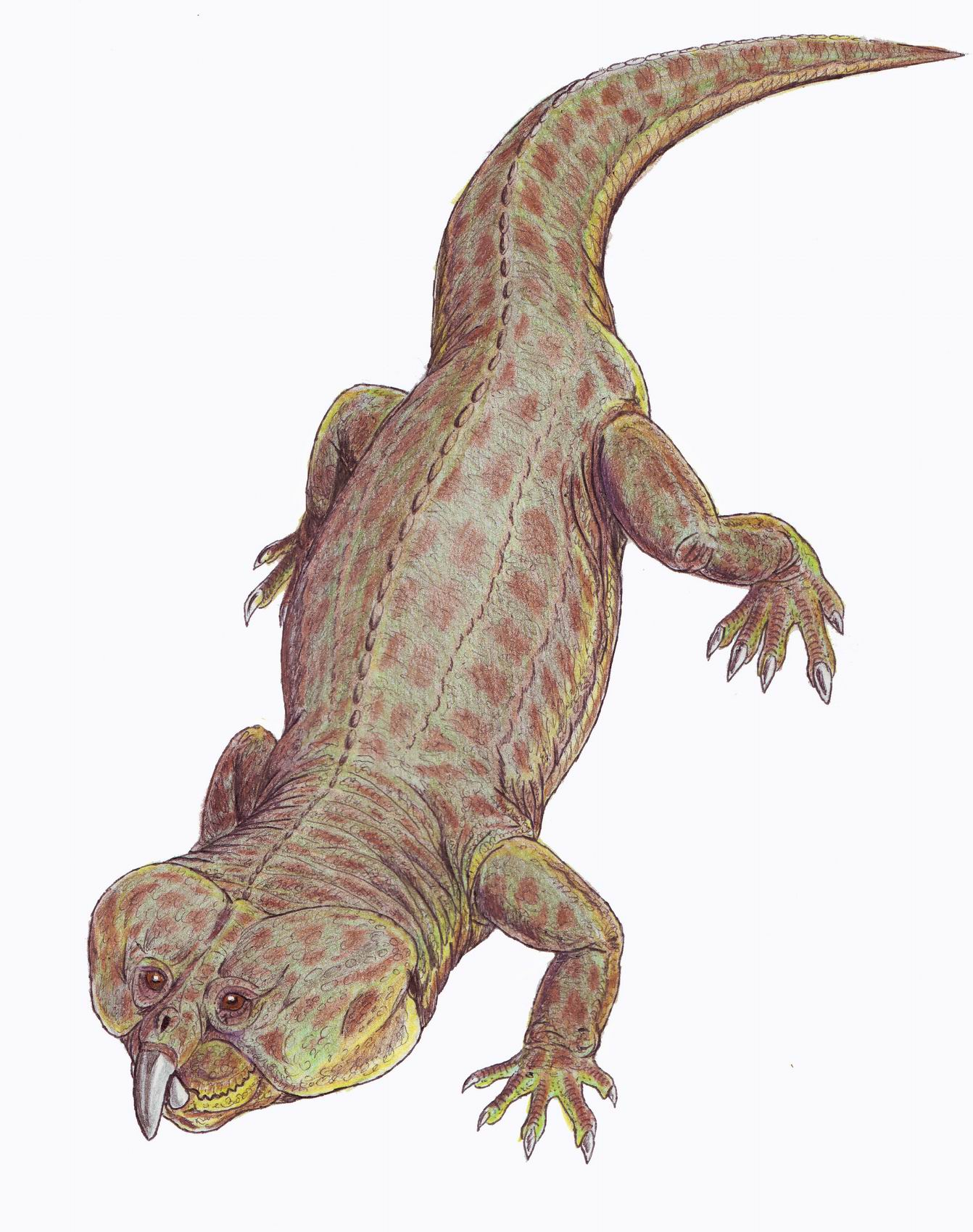
Hyperodapedon huxleyi (=Paradapedon)

Hyperodapedon foi um animal pesadamente, encorpado em torno de 1,3 metros de comprimento. Além do seu bico, que tinha várias fileiras de dentes fortes de cada lado da mandíbula superior, e uma única linha em cada lado da mandíbula inferior, criando uma poderosa ação de cortar quando ele comia. Acredita-se ter sido herbívoros, alimentando-se principalmente de sementes, e desapareceram quando estas plantas foram extintas no final do Triássico.
Cladograma com base em Langer. (2000):
|  | H. gordoni |
|  |            |
|  | H. huxleyi |
|  |            |

|  | H. fischeri     |
|  |                 |
|  | H. sanjuanensis |
|  |                 |

|  | H. gordoni |
|  |            |
|  | H. huxleyi |
|  |            |

|  | H. fischeri     |
|  |                 |
|  | H. sanjuanensis |
|  |                 |

|  | H. gordoni |
|  |            |
|  | H. huxleyi |
|  |            |

|  | H. fischeri     |
|  |                 |
|  | H. sanjuanensis |
|  |                 |

|  | H. gordoni |
|  |            |
|  | H. huxleyi |
|  |            |

|  | H. fischeri     |
|  |                 |
|  | H. sanjuanensis |
|  |                 |

|  | H. gordoni |
|  |            |
|  | H. huxleyi |
|  |            |

|  | H. fischeri     |
|  |                 |
|  | H. sanjuanensis |
|  |                 |

|  | H. gordoni |
|  |            |
|  | H. huxleyi |
|  |            |

|  | H. fischeri     |
|  |                 |
|  | H. sanjuanensis |
|  |                 |

|  | H. gordoni |
|  |            |
|  | H. huxleyi |
|  |            |

|  | H. fischeri     |
|  |                 |
|  | H. sanjuanensis |
|  |                 |

|  | H. gordoni |
|  |            |
|  | H. huxleyi |
|  |            |

|  | H. fischeri     |
|  |                 |
|  | H. sanjuanensis |
|  |                 |